# Sukarno
Sukarno (eredeti írásmód szerint Soekarno, transzliteráció Szukarno; tévesen Ahmed keresztnévvel is ismert; eredeti nevén Kusno Sosrodihardjo; Surabaya, Holland Kelet-India, 1901. június 6. – Jakarta, 1970. június 21.), a második világháború után a holland gyarmati sorból függetlenné váló Indonéz Köztársaság első elnöke. Elnöki tisztét 1945 és 1967 között töltötte be. A világpolitikában elsősorban azért ismert, mert az el nem kötelezett országok mozgalmának egyik alapítója volt. Az indonézek úgy emlékeznek rá, mint „Bung Karno”, mely azt jelenti: „Karno bátyó”.
Elnöksége alatt a világ ötödik legnépesebb és a világ legnagyobb iszlám közösségét számláló országa sok ellentmondásos politikai krízisen, a háborút is beleértve, és gazdasági nehézségek tengerén ment keresztül. A korrupt és kegyetlen Suharto tábornok 1966 márciusában katonai puccsal vette át tőle a hatalmat amerikai segítséggel, majd 1967. március 12-én az elnöki tisztséget is.

## Fiatalsága
A kelet-jávai Blitar településen „Kusno Sosrodihardjo” névvel született. Édesapja a helyi elithez tartozó jávai nemzetiségű középiskolai tanár, édesanyja Bali szigetén született. Jávai szokások szerint egy súlyos gyermekkori betegségét követően átnevezték a kisfiút. Holland nyelvű iskolákba járt, és középiskolás korában kapcsolatba került Tjokroaminoto-val, a későbbi híres nacionalistával. A nemzeti érzelmű „Indonéz Nemzeti Párt” alapító tagja volt 1927-ben.
Sukarno kivételes nyelvérzékkel bírt. Anyanyelve, a jávai mellett több indonéziai nyelven (szundanéz, balinéz, indonéz) beszélt, és a hollandnak is anyanyelvi szintű tudója volt. Ezeken túlmenően német, angol, francia, arab és japán nyelveken is megtanult. Fiatalkorától a függetlenségért küzdött, ezért hamar a holland gyarmatosítók ellenségévé vált a művelt és lángeszű fiatal fiú.

## Elnökké válása
A második világháborúban, miközben Hollandia német katonai megszállás alatt állt, 1941 decemberében Japán támadást indított Jáva szigete és a Holland Kelet-India létfontosságú ellátási vonalai ellen. Bár Japán 1942 márciusában elfoglalta Jávát, a megszállók képtelenek voltak olyan hazai vezetőt találni, aki kész lett volna együttműködni velük a hollandok ellen. A japán megszálló parancsnok végül az akkor börtönbe zárt Sukarno szabadon bocsátásával talált megfelelő partnert. Ő és társai együttműködtek a japán megszállókkal. 
1945-ben, a háború vége felé Sukarno felismerte, hogy kiváló lehetősége nyílt az ország függetlenségének kikiáltására. Japán egyetértésével megalakította a függetlenséget előkészítő bizottságot, majd 1945. augusztus 17-én, Mohammad Hatta társaságában kikiáltotta Indonézia függetlenségét. A szövetségesek természetesen megpróbálták visszaállítani hatalmukat elvesztett területeik fölött, így a Holland Királyi Hadsereggel együtt csapatokat küldtek az ország elfoglalására. Indonézia függetlenségi háborúja 1945-től egészen 1949. december 27-éig tartott. Ekkor Hollandia, engedve a nemzetközi nyomásnak, elismerte Indonézia függetlenségét, és Sukarno lett az ország első elnöke, szövetségese, Mohammad Hatta lett az alelnök. Hollandia kormánya hivatalosan csak 2005. augusztus 16-án ismerte el 1945-öt, mint Indonézia valódi függetlenségének kezdő évét, és csak ekkor kértek bocsánatot a Holland Királyi Hadsereg által okozott veszteségekért és a lakosság ellen elkövetett atrocitásokért.

### Elnöki tevékenysége
A függetlenség elnyerése után hatalmának megszilárdítása nem volt megoldás az ország gazdasági gondjainak enyhítésére. Személyi kultuszának kialakulása számos grandiózus építési projekt elindítását eredményezte, amely éles ellentétben állt népe szegénységével. Külpolitikában az 1950-es és 1960-as évek folyamán Sukarno először a kialakulóban lévő el nem kötelezett mozgalommal alakított ki szoros kapcsolatokat és a szocialista blokk országaival működött együtt fokozódó mértékben. A Szovjetunió ki is tüntette ezért a Nemzetközi Lenin-békedíjjal. Az ország gondjainak megoldása érdekében 1957-ben véget vetett a parlamentáris rendszernek is, és úgynevezett „irányított demokráciát” vezetett be. Az 1950-es években zavargások kezdődtek és nemzetiségi problémák is felszínre törtek, de a kormányerők ekkor még elég erősek voltak ahhoz, hogy a Szumátra és Sulawesi (ma Celebesz) szigeten történt lázongásokat 1958-ra teljesen le tudják verni. 
Az 1960-as években Indonézia katonai konfliktusba keveredett a szomszédos területeken létrehozott Malajziával, és a hazai gazdasági nehézségek is tovább növekedtek. Az erős elnöki hatalom jele volt, amikor Malajziával szemben konfrontációt követően 1965-ben kilépett az ország az ENSZ-ből. Az események ugyanebben az évben csúcsosodtak ki, amikor a kommunista csoportok általi állítólagos puccskísérlet miatt több katonai vezetőt meggyilkoltak, és veszélybe került Sukarno hatalma is. Suharto tábornok, akit az államcsíny brutális elfojtására kértek fel, 1966. március 11-én magához ragadta a hatalmat, majd 1967-ben az elnöki irányítást is. Az ezt követő katonai uralom során mintegy ötszázezer embert végeztek ki, és sokakat bebörtönöztek az állítólagos kommunisták elleni hajtóvadászatok során.
Sukarnót házi őrizet alá helyezték, ahol a megfelelő orvosi ellátást is megtagadták tőle. Három év raboskodás után egy katonai kórházban halt meg Jakartában, veseelégtelenség következtében.

## Fordítás
- Ez a szócikk részben vagy egészben  a   Sukarno című angol Wikipédia-szócikk fordításán alapul.  Az eredeti cikk szerkesztőit annak laptörténete sorolja fel. Ez a jelzés csupán a megfogalmazás eredetét és a szerzői jogokat jelzi, nem szolgál a cikkben szereplő információk forrásmegjelöléseként.